# جان کارلو فوزکو
جان کارلو فوزکو (ایتالیایی: Gian Carlo Fusco؛ ‏ ۱ ژوئیه ۱۹۱۵– ۱۷ سپتامبر ۱۹۸۴) نویسنده و فیلم‌نامه‌نویس اهل ایتالیا بود.
از فیلم‌ها یا مجموعه‌های تلویزیونی که وی در آن‌ها نقش داشته‌است، می‌توان به قصه‌های رومی یک تازه‌کار سابق، پائولو روبرتو کوتکینو مهاجم میانی موفق، جاذبه، یانکی، زوزه، اکشن و کارگر بازنده است اشاره نمود.